# جبشيت
جبشيت هي إحدى القرى اللبنانية من قرى قضاء النبطية في محافظة النبطية.

## موقعها
تقع بلدة جبشيت إلى الجنوب من العاصمة بيروت، وعلى بعد 7 كلم من النبطية، ويبلغ ارتفاعها عن سطح البحر نحو 500 متر بمساحة تبلغ 6000 دونم. تحدها من الشرق بلدة شوكين، ومن الغرب بلدة عبا، ومن الشمال بلدة حاروف، ومن الجنوب بلدة عدشيت.
وهي تعتبر المنطلق الأول لحركة المقاومة ضد الاحتلال الإسرائيلي لجنوب لبنان عام 1982 وقدمت وما تزال الشهداء ولأسرى حتى بلغ عدد شهدائها ما يقارب ال 75 شهيدا على رأسهم شيخ شهداء المقاومة الإسلامية الشيخ راغب حرب و3 أسرى على رأسهم شيخ الأسرى الشيخ عبد الكريم عبيد وما تزال على عهد المقاومة والجهاد لتحري الأرض والإنسان.

## من علمائها
من أهم أعلامها:
1. المفتي الشيخ أحمد طالب
2. السيد محمد بن عبد السلام بن زين العابدين بن عباس الموسوي العاملي: كان من أهل الرياضة والمجاهدة والانقطاع عن الدنيا واهلها، وكان فقيها من المجتهدين الأصوليين ولد ومات في جبشيت.[3]
3. السيد هاشم بن محمد بن عبد السلام بن زين العابدين، ولد عام 1200 هـ في جبشيت وتوفي في دير سريان عام 1280 هـ، كان عالما صواما مستجاب الدعاء وكان العالمة الشيخ عبد الله نعمة الكبير يعظّمه ويقدّمه.[4]
4. السيد عباس بن عيسى بن عبد السلام بن زين العابدين بن عباس الموسوي العاملي: توفي عام 1302 هجري، ودفن في جبشيت بجانب قبر الششيخ الكفعمي، كان مؤرخا وحافظا ثقة وله أربعة اولاد هم السيد محمود والسيد علي والسيد جواد والسيد قاسم.[5]
5. الشيخ راغب حرب
6. العلامة السيد هاني فحص
7. الشيخ إبراهيم الكفعمي صاحب كتاب المصباح.

من آل الزين: 
1. العلامة الشيخ عبد الكريم الزين
2. ولده المؤرخ الشيخ علي الزين
3. الدكتور حسن علي الزين
4. العلامة القاضي الشيخ محمد حسين الزين ((الأنصاري الخزرجي العاملي)).
5. العلامة المفتي الشيخ عبد الحليم محمد حسين الزين ((الأنصاري الخزرجي العاملي)).

## آثارها
أهم مواقعها الأثرية:
1. قبر البردون، وهو قبر ملك كنعاني يعتقد أنه حكم المنطقة، ويقع إلى جهة الجنوب من البلدة.
2. الخربة وهي مدافن هيلينية ممّا قبل الميلاد، ذات أشكال حلزونية تحت الأرض.
3. وكفر عيما وهي البلدة القديمة قبل زوالها منذ 600 عام.

## المجلس البلدي
في البلدة مجلس بلدي قوامه 15 عضواًَ، انتخب بعد توقف العمل البلدي طيلة 25 عاماً، وفيها ثلاثة مخاتير.

## وصلات خارجية
لمزيد من المعلومات زوروا موقع بلدة جبشيت : بلدية جبشيت